# Powerplay: The Game of the Gods
Powerplay: The Game of the Gods è un videogioco di quiz pubblicato nel 1985 per BBC Micro e nel 1986-1988 per Amiga, Amstrad CPC, Atari ST, Commodore 64 e ZX Spectrum dall'editrice britannica Arcana Software Design. Dal punto di vista estetico è a tema mitologia greca, mentre le domande riguardano diversi argomenti. Ottenne perlopiù giudizi positivi dalla critica.

## Modalità di gioco
Il gioco si svolge su una scacchiera 8x8 mostrata con prospettiva isometrica. Possono partecipare da due a quattro giocatori, ciascuno in possesso inizialmente di quattro pedine (due se si gioca in molti) che rappresentano creature mitologiche, disposte a un angolo della scacchiera. L'obiettivo è eliminare tutte le pedine di tutti gli altri giocatori. 
Al proprio turno si sceglie una qualsiasi delle proprie pedine, quindi si deve rispondere a una domanda. L'argomento dipende dal colore della casella in cui si trova la creatura: blu per cultura generale, rosso per sport e tempo libero, giallo per storia e geografia, verde per scienza e tecnologia (nella versione ZX Spectrum, monocromatica, le caselle si distinguono per la trama). Il testo della domanda viene mostrato in basso e ci sono sempre quattro risposte possibili, disposte a croce e selezionabili con i controlli direzionali. Il tempo per rispondere è limitato e dipende dal livello di difficoltà generale scelto (2,5-10 secondi). Se si risponde bene si può muovere la pedina in una casella adiacente in qualsiasi direzione. Ci sono anche quattro caselle speciali di teletrasporto, che spediscono la pedina in un'altra delle quattro a caso. Se si sbaglia o non si risponde in tempo non si può fare alcuna mossa.
Le risposte giuste aumentano anche i punti di saggezza della creatura, di una quantità proporzionale a quanto rapidamente si risponde. Dopo aver accumulato almeno 25 punti si può far mutare la pedina alla creatura di livello successivo tra quattro possibili. Nei computer a 8 bit i tipi di pedine sono, in ordine di potenza: Ercole, ciclope, minotauro, satiro. Alle creature più potenti vengono poste domande più difficili. 
Quando, muovendo una pedina, si tenta di entrare nella casella occupata da un avversario, ha luogo una sfida tra le due creature. Viene posta una domanda alla quale entrambi i giocatori possono rispondere simultaneamente. L'argomento è casuale e il livello di difficoltà è quello della pedina più potente. Chi risponde per primo e bene vince, chi sbaglia perde, e se nessuno risponde in tempo perde l'attaccante. La creatura del perdente ha la potenza ridotta di un livello, o se era già al minimo viene eliminata.
Ci sono in tutto circa 2000 domande possibili. Il programma include un editor di domande per creare e modificare insiemi di domande nuove, caricabili in alternativa a quelle predefinite (che non sono modificabili).

### Amiga e Atari ST
Nelle versioni per i due computer a 16 bit ci sono anche alcune differenze concettuali. Ogni giocatore può scegliere se impersonare Apollo, Hermes, Ecate o Afrodite, ciascuno con quattro tipi diversi di pedine di potenza crescente. I 16 tipi complessivi di pedine, oltre ai quattro livelli, hanno caratteristiche variabili di forza, recupero e irritabilità. Si hanno sempre quattro pedine a testa anche nelle partite a molti giocatori.
Durante le sfide la scacchiera scompare per mostrare le due creature in uno scenario ravvicinato, che può essere il Monte Olimpo, l'Ade o l'antro della Medusa (differenti solo esteticamente). Le sfide sono a più domande e vince chi raggiunge tre domande di vantaggio. Le domande a cui nessuno risponde in tempo vengono aggiudicate alla creatura superiore. Il vantaggio è mostrato con animazioni, ad esempio un tiro alla fune dove il perdente finisce nella lava. Entra in gioco anche la forza, ovvero un fattore di stanchezza che cala per entrambi a ogni domanda, indipendentemente da chi abbia risposto; l'eventuale esaurimento della forza porta alla sconfitta.
Le pedine che non vengono mosse per molti turni, la cui quantità dipende dal grado di irritabilità della creatura, possono decidere di muoversi da sole in modo casuale (compresi eventuali attacchi), impedendo al giocatore di scegliere altre mosse per il turno corrente.
Viene infine introdotta la modalità a giocatore singolo, contro Zeus; questo avversario computerizzato parte con tutte le pedine al massimo livello e non risponde a domande. Può sempre muovere la pedina e le sfide sono contro il tempo.

## Edizioni
Almeno per una parte delle piattaforme, il gioco venne pubblicato con localizzazione completa delle domande in inglese, francese (Powerplay: Le jeu des dieux), tedesco (Powerplay: Das Spiel der Götter), spagnolo (Powerplay: El juego de los dioses), e in alcuni casi greco.
Nel caso dell'Amiga, dopo una prima edizione simile a quella per Atari ST (1987), uscì una seconda versione (1988) con molti miglioramenti dal punto di vista estetico, ma priva dell'editor di domande, che si era dimostrato poco agevole. La Arcana offrì anche il cambio gratuito a chi restituiva il disco della prima versione.
Le riedizioni economiche venne pubblicate dalla Players Software; nel caso dello ZX Spectrum quella della Players fu la prima edizione.